# فرودگاه لوبیتو
فرودگاه لوبیتو (به انگلیسی: Lobito Airport) (به زبان بومی: Aeroporto do Lobito) یک فرودگاه نظامی است که یک باند فرود آسفالت دارد و طول باند آن ۱۵۰۰ متر است. این فرودگاه در کشور آنگولا قرار دارد و در ارتفاع ۳ متری از سطح دریا واقع شده است.